# سرژ ونتورینی
سرژ ونتورینی (به فرانسوی: Serge Jean Venturini) شاعر قرن بیستم میلادی اهل فرانسه است.